# Placa Caraibelor
Placa Caraibelor este o placă tectonică majoritar oceanică corespunzătoare Americii Centrale, Mării Caraibelor și largului coastei de nord a Americii de Sud.
Placa Caraibelor are o suprafață de aproximativ 3,2 milioane de kilometri pătrați (1,2 milioane de mile pătrate). Se învecinează cu Placa nord-americană, Placa sud-americană, Placa Nazca și Placa Cocos. Aceste vecinătăți sunt regiuni intens seismice, inclusiv cu frecvente cutremure, ocazional tsunami, și erupții vulcanice.